# Contea di Los Angeles
La contea di Los Angeles, in inglese Los Angeles County, è una contea statunitense situata nella parte meridionale della California, la più popolosa degli Stati Uniti con 11 099 466 abitanti (al 2011). Il capoluogo è Los Angeles.
Tutta la parte meridionale della Contea di Los Angeles, che rappresenta il centro istituzionale della regione, è per la maggior parte urbanizzata. Tale regione contiene gran parte delle principali città che costituiscono la cosiddetta Los Angeles Area, ed è la più importante tra le cinque contee che ne fanno parte. Secondo le stime del 2004, essa è più popolosa di 42 stati americani ed è casa di oltre un quarto della popolazione della California. Inoltre, se la contea fosse una nazione, occuperebbe il diciassettesimo posto nella classifica economica mondiale.

## Geografia fisica
La contea si estende per un'area totale di 12308 km². La contea si trova nel sud-ovest dello Stato e si affaccia a sud-ovest sull'Oceano Pacifico. Il territorio è variegato e include catene montuose, valli, foreste, isole e deserto. La contea include anche l'isola di San Clemente e l'isola di Santa Catalina, che sono parte dell'arcipelago delle Channel Islands.
Con i suoi 10517 km², la contea di Los Angeles include circa 110 km della costa del Pacifico ed è percorsa dai fiumi Los Angeles, San Gabriel, Santa Clara, Rio Hondo e Ballona Creek. Gran parte della contea è ricoperta di catene montuose; le principali sono le montagne di Santa Monica e le montagne di San Gabriel, che dividono la contea da est a ovest. Qui si trovano alcune delle vette più alte della contea, tra cui il monte Baden-Powell e il monte San Antonio. Le diverse catene montuose danno vita a diverse valli, tra cui la Valle di San Fernando, la Valle di San Bernardino e la Valle di San Gabriel. Nel nord-est si trova la parte più occidentale del deserto del Mojave nell'Antilope Valley. Dal punto di vista geologico, l'area è soggetta a terremoti. La faglia maggiore è quella di  Sant'Andrea.
La maggioranza della popolazione vive nella zona meridionale e sudorientale della contea, dove si trova Los Angeles. I maggiori centri abitati si trovano nel bacino di Los Angeles e nelle valli di San Fernando e San Gabriel. Un numero inferiore di abitanti risiede nelle valli di Santa Clarita, Crescenta e Antelope. La porzione settentrionale della Santa Clarita Valley è prevalentemente montuosa e presenta in estate un clima mite, che favorisce la vita delle foreste di conifere, e in inverno riceve abbondanti nevicate, le quali sfociano spesso in bufere di neve. Quest'area è poco popolata. Le montagne di questa zona includono quelle di San Emigdio, la parte nordoccidentale delle Montagne di Tehachapi e le Montagne della Sierra Pelona.

### Contee confinanti
- Contea di Kern - nord
- Contea di San Bernardino - est
- Contea di Orange - sud
- Contea di Ventura - ovest

### Suddivisioni principali della contea
- Est: East Los Angeles, valle di San Gabriel, valle di Pomona.
- Ovest: Westside, Beach Cities.
- Sud: South Bay, South Los Angeles, penisola di Palos Verdes, Gateway Cities, Los Angeles Harbor Region.
- Nord: valle di San Fernando, valle di Crescenta, parti dell'Antelope Valley, valle di Santa Clarita e valle di Conejo.
- Centro: Downtown, Mid-Wilshire, Northeast Los Angeles.

## Storia
La contea di Los Angeles è una delle contee originarie della California; fu fondata nel 1850. Parte del territorio originale fu ceduta alla Contea di San Bernardino nel 1853, alla Contea di Kern nel 1866 e alla Orange County nel 1899. Deve il suo nome all'omonima città capoluogo, il cui nome originale era Pueblo de la Reina de los Angeles, poi accorciato.

## Luoghi d'interesse
Il parco più visitato della contea è il Griffith Park, di proprietà della Città di Los Angeles. Tra gli altri, troviamo il Los Angeles Zoo, il La Brea Tar Pits, l'Arboretum of Los Angeles, due ippodromi, due piste automobilistiche e chilometri di spiagge, da Zuma Beach a nord-ovest a Cabrillo Beach a sud-est.
Venice Beach è una popolare attrazione dove, a Muscle Beach i turisti possono ammirare i cosiddetti hardbodies. Tuttavia oggi è maggiormente concentrata sulle arti e la cultura. Il molo di Santa Monica è un tradizionale ritrovo per i turisti, famoso per la ruota panoramica e gli autoscontri. Più a nord, presso le Pacific Palisades, è stata girata gran parte degli episodi della celebre serie tv Baywatch. Malibù, invece, è il luogo di residenza di innumerevoli celebrità della tv e del cinema.
Tra le montagne, canyon e aree desertiche sono comprese nel Vasquez Rocks Natural Area Park, nei quali sono stati girati moltissimi western e le serie Star Trek e I Flinstones. L'Osservatorio di Mount Wilson tra le Montagne di San Gabriel è aperto al pubblico e permette di osservare le stelle attraverso un enorme telescopio. Tra le attività più in voga presso l'area lacustre di Castaic ci sono lo sci nautico e il nuoto. Infine la California Poppy Reserve offre, in primavera, sulle sue colline, una vastissima gamma di fiori.

### Intrattenimento
- Staples Center
- Los Angeles Farmers Market
- Osservatorio Griffith
- Descanso Gardens
- Huntington Gardens
- Olvera Street
- Exposition Park
- Venice Beach
- Third Street Promenade

### Parchi a tema
- Six Flags Magic Mountain
- Universal Studios
- Raging Waters

### Altre attrazioni
- U.S. Bank Tower
- Cattedrale di Nostra Signora degli Angeli
- Hsi Lai Temple
- Queen Mary
- Watts Towers
- Wilshire Grand Center

## Cultura

### Istruzione
La contea è sede di numerosi college e università. Essa possiede un gran numero di scuole, pubbliche e private.

#### College e università
- Abraham Lincoln University (ALU), Los Angeles
- Alliant International University (AIU), Alhambra
- American Jewish University (AJULA), Los Angeles
- Antelope Valley College, Lancaster
- Art Center College of Design, Pasadena
- The Art Institute of California - Los Angeles, Santa Monica
- Azusa Pacific University, Azusa
- Università Biola, La Mirada
- California Institute of Technology (Caltech), Pasadena
- California Institute of the Arts, Santa Clarita
- California State Polytechnic University, Pomona (Cal Poly Pomona), Pomona
- California State University, Dominguez Hills, Carson
- California State University, Long Beach (CSULB), Long Beach
- California State University, Los Angeles (CSULA), Los Angeles
- California State University, Northridge (CSUN), Northridge (Los Angeles)
- Cerritos College, Norwalk
- Charles R. Drew University of Medicine and Science, Los Angeles
- Citrus College, Glendora
- Claremont Colleges (5Cs), Claremont
- Claremont Graduate University (CGU), Claremont
- Claremont School of Theology, Claremont
- College of the Canyons, Santa Clarita
- DeVry University Valle di San Fernando (Los Angeles)
- East Los Angeles College, Monterey Park
- El Camino College, Torrance
- Fuller Theological Seminary, Pasadena
- Glendale Community College, Glendale
- Hebrew Union College-Jewish Institute of Religion (Los Angeles)
- ITT Technical Institute, Valle di San Fernando (Los Angeles)
- Life Pacific College, San Dimas
- Long Beach City College, Long Beach
- Los Angeles City College (LACC), Los Angeles
- Los Angeles Harbor College, Los Angeles
- Los Angeles Mission College, Sylmar (Los Angeles)
- Los Angeles Music Academy College of Music, Pasadena
- Los Angeles Pierce College (Pierce), Woodland Hills
- Los Angeles Southwest College, Los Angeles
- Los Angeles Trade Technical College (LATTC), Los Angeles
- Los Angeles Valley College, Valley Glen (Los Angeles)
- Loyola Marymount University (LMU), Westchester (Los Angeles)
- The Master's University, Santa Clarita
- Mount St. Mary's College, Los Angeles
- Mt. San Antonio College, Walnut
- Mt. Sierra College, Monrovia
- National University, Los Angeles and Woodland Hills
- Occidental College (Oxy), Eagle Rock (Los Angeles)
- Otis College of Art and Design, Westchester (Los Angeles)
- Pacific Oaks College, Pasadena
- Pasadena City College, Pasadena
- Pepperdine University, Malibù
- Rio Hondo College, Whittier
- Santa Monica College, Santa Monica
- Southern California University of Health Sciences, Whittier
- Southern California Institute of Architecture (SCI-Arc), Los Angeles
- Southwestern University School of Law, Los Angeles
- University of Antelope Valley (UAV), Lancaster
- University of California, Los Angeles (UCLA), Westwood (Los Angeles)
- University of La Verne, La Verne
- University of Southern California (USC), Los Angeles
- University of the West (UWest), Rosemead
- West Los Angeles College, Culver City
- Western University of Health Sciences (WesternU), Pomona
- Whittier College, Whittier
- Woodbury University, Burbank
- Wyoming Technical Institute (WyoTech), Long Beach

#### Principali musei
- California African American Museum
- California Science Center
- Huntington Library, San Marino
- Long Beach Museum of Art
- Los Angeles Children's Museum
- Los Angeles County Museum of Art, Mid-City Los Angeles
- Museum of Contemporary Art di Los Angeles (fondato nel 1950)
- Museum of Jurassic Technology, Culver City
- Museum of Latin American Art
- Museum of Tolerance
- Natural History Museum of Los Angeles County
- Norton Simon Museum, Pasadena (arte del XIX e XX secolo)
- Pasadena Museum of California Art Pasadena
- J. Paul Getty Museum, Brentwood
- USS Iowa (BB-61)
- Villa Getty

### Musica
- Disney Concert Hall
- Pantages Theatre
- Universal Amphitheatre
- The Wiltern
- Hollywood Bowl
- House of Blues Sunset Strip
- John Anson Ford Amphitheatre
- The Roxy Theatre
- El Rey Theatre
- Whisky a Go Go
- Cerritos Center for the Performing Arts

### Eventi
La contea è conosciuta anche per l'annuale Rose Parade a Pasadena, l'annuale Fiera della Contea di Los Angeles a Pomona.

## Politica
La contea è governata dai cinque membri del Consiglio dei supervisori (Los Angeles County Board of Supervisors), eletti per quattro anni dal popolo, uno per ciascuno dei cinque distretti in cui è divisa la contea. L'esiguo numero di membri dell'organo implica che ogni supervisore rappresenti oltre 2 milioni di cittadini. Il Consiglio ha poteri legislativi, esecutivi e semigiudiziari. In quanto autorità legislativa, esso può adottare ordinanze che hanno vigore nelle aree non incorporate. Come corpo esecutivo, il Consiglio può dare disposizioni ai dipartimenti della contea e, in quanto istituzione semigiudiziaria, esso rappresenta l'ultimo grado di appello per i processi e si occupa delle pubbliche udienze sui vari temi all'ordine del giorno.
Il Consiglio ha un presidente (attualmente Janice Hahn), che può usare il titolo di sindaco (mayor, da non confondere con il Sindaco di Los Angeles), ed ha alle sue dipendenze diversi dipartimenti, ognuno dei quali è enorme rispetto alla media delle altre contee degli Stati Uniti.
Malgrado sia una contea liberale, molte città periferiche sono relativamente conservatrici, particolarmente nella Penisola di Palos Verdes. Ventisei città della Contea di Los Angeles hanno votato George W. Bush nelle elezioni presidenziali del 2004: Arcadia, Avalon, Covina, Diamond Bar, El Segundo, Glendora, Hidden Hills, Industry, La Canada Flintridge, La Habra Heights, La Mirada, La Verne, Lakewood, Lancaster, Palmdale, Palos Verdes Estates, Rancho Palos Verdes, Rolling Hills, Rolling Hills Estates, San Dimas, San Marino, Santa Clarita, Torrance, Vernon, Westlake Village, e Whittier. Le restanti 89 città hanno invece votato l'avversario di Bush, John Kerry.

### Sistema legale
La Corte Suprema della Contea di Los Angeles ha la giurisdizione sui casi che si svolgono nei limiti delle leggi dello Stato, mentre la U.S. District Court for the Central District of California si occupa di tutti i casi federali. Entrambe sono riunite nella sede generale situata all'interno di un complesso di palazzi governativi nel centro civico.
A differenza della più grande città statunitense, New York, ogni città limitrofa a Los Angeles è circoscritta entro ad una singola contea. Di conseguenza, sia la Corte Suprema che la Corte Federale sono tra le più impegnate della nazione.
Molte celebrità come O.J. Simpson sono state ascoltate nelle corti losangeline. Nel 2003, lo show televisivo Extra rese noti molteplici processi che coinvolgevano i VIP della contea, tanto che successivamente venne dedicato ad essi un intero programma, Celebrity Justice.

## Comuni
La contea conta 88 cities incorporate:
| - Agoura Hills - Alhambra - Arcadia - Artesia - Avalon - Azusa - Baldwin Park - Bell - Bell Gardens - Bellflower - Beverly Hills - Bradbury - Burbank - Calabasas - Carson - Cerritos - Claremont - Commerce - Compton - Covina - Cudahy - Culver City | - Diamond Bar - Downey - Duarte - El Monte - El Segundo - Gardena - Glendale - Glendora - Hawaiian Gardens - Hawthorne - Hermosa Beach - Hidden Hills - Huntington Park - Industry - Inglewood - Irwindale - La Cañada Flintridge - La Habra Heights - La Mirada - La Puente - La Verne - Lakewood | - Lancaster - Lawndale - Lomita - Long Beach - Los Angeles (capoluogo) - Lynwood - Malibù - Manhattan Beach - Maywood - Monrovia - Montebello - Monterey Park - Norwalk - Palmdale - Palos Verdes Estates - Paramount - Pasadena - Pico Rivera - Pomona - Rancho Palos Verdes - Redondo Beach - Rolling Hills | - Rolling Hills Estates - Rosemead - San Dimas - San Fernando - San Gabriel - San Marino - Santa Clarita - Santa Fe Springs - Santa Monica - Sierra Madre - Signal Hill - South El Monte - South Gate - South Pasadena - Temple City - Torrance - Vernon - Walnut - West Covina - West Hollywood - Westlake Village - Whittier |

Si trovano inoltre i seguenti census-designated places:
- Acton
- Agua Dulce
- Alondra Park
- Altadena
- Avocado Heights
- Castaic
- Charter Oak
- Citrus
- Del Aire
- Desert View Highlands
- East Los Angeles
- East Pasadena
- East Rancho Dominguez
- East San Gabriel
- East Whittier
- Elizabeth Lake
- Florence-Graham
- Green Valley
- Hacienda Heights
- Hasley Canyon
- La Crescenta-Montrose
- Ladera Heights
- Lake Hughes
- Lake Los Angeles
- Lennox
- Leona Valley
- Littlerock
- Marina del Rey
- Mayflower Village
- North El Monte
- Pepperdine University
- Quartz Hill
- Rose Hills
- Rowland Heights
- San Pasqual
- South Monrovia Island
- South San Gabriel
- South San Jose Hills
- South Whittier
- Stevenson Ranch
- Sun Village
- Topanga
- Val Verde
- Valinda
- View Park-Windsor Hills
- Vincent
- Walnut Park
- West Athens
- West Carson
- West Puente Valley
- West Rancho Dominguez
- West Whittier-Los Nietos
- Westmont
- Willowbrook

## Economia
Le maggiori industrie della contea di Los Angeles si occupano di produzioni televisive e cinematografiche, di registrazione e produzione di musica, programmi aerospaziali, servizi professionali come giurisprudenza e medicina ed attività relative ai porti di Los Angeles e Long Beach.

## Infrastrutture e trasporti

### Aeroporti
Il principale aeroporto commerciale della regione è il Los Angeles International Airport. Altri aeroporti importanti sono l'Aeroporto di Long Beach e l'Aeroporto Bob Hope di Burbank. Il Palmdale Regional Airport è stato progettato per considerevoli servizi commerciali. Ci sono altri aeroporti a Van Nuys, Santa Monica, Compton, Torrance, El Monte, Pacoima, Lancaster, e Hawthorne.

### Ferrovie
Il servizio ferroviario della contea è suddiviso in:
- Pacific Surfliner che arriva a Santa Barbara, San Luis Obispo, o San Diego.
- Coast Starlight che arriva a Seattle
- Southwest Chief che arriva a Chicago
- Sunset Limited che arriva a New Orleans e Orlando in Florida

### Rete stradale
La contea possiede una rete autostradale di leggendarie dimensioni e complessità, che sono mantenute dalla Caltrans e sorvegliate dalla California Highway Patrol. Essa presenta inoltre una fitta ragnatela di strade interurbane, la maggior parte delle quali è mantenuta dai consigli delle varie città. Generalmente la contea e le città si danno da fare per preservare e pulire le strade. Strade e autostrade sono note per il gran traffico e le barriere dei caselli sono tra le 10 più congestionate dal traffico dell'intero Stato. Infine è presente un efficiente servizio di autobus e navette.

### Autostrade principali
- Interstate 5
- Interstate 10
- Interstate 105
- Interstate 405
- Interstate 110
- Interstate 210
- Interstate 605
- Interstate 710
- U.S. Route 101
- California State Route 1
- California State Route 2
- California State Route 14
- California State Route 18
- California State Route 19
- California State Route 39
- California State Route 47
- California State Route 57
- California State Route 60
- California State Route 71
- California State Route 90
- California State Route 91
- California State Route 110
- California State Route 134
- California State Route 138

### Vie marine e porti
I due più grandi porti della contea sono il porto di Los Angeles e l'adiacente Porto di Long Beach. Entrambi si occupano di un quarto del traffico in entrata dei container degli Stati Uniti, risultando così i più grandi e importanti porti dello Stato. Il Porto di Los Angeles è il più vasto centro per le navi da crociera della costa occidentale, con oltre 1 milione di passeggeri all'anno. Il Porto di Long Beach è al centro del programma Sea Launch, che utilizza una piattaforma di lancio galleggiante per spedire carichi in orbite che sarebbero difficili da raggiungere dalle basi di lancio terrestri. Infine, sono a disposizione servizi di traghetti per raggiungere le vicine città isolane come Avalon.